# Jean-Pierre Schlunegger
Jean-Pierre Schlunegger (* 25. September 1925 in Vevey, Kanton Waadt; † 23. Januar 1964 in Saint-Légier) war ein französischsprachiger Schweizer Schriftsteller.

## Leben
Jean-Pierre Schlunegger studierte Französische Literatur an der Universität Lausanne. Nach dem Abschluss 1950 arbeitete er als Französischlehrer an Gymnasien und am Lehrerseminar in Lausanne. Im Alter von 38 Jahren starb er durch Suizid.
Schlunegger veröffentlichte seine Gedichte in Zeitschriften und in vier Gedichtbänden. Er verfasste daneben die Erzählung La Chambre du musicien sowie diverse Radiobeiträge. Er war Mitglied der Studentenverbindung Société d’Étudiants de Belles-Lettres.

## Werke
- De l’Ortie à l’étoile. Les Amis du livre, Lausanne 1952.
- Pour songer à demain. Éditions Jeune Poésie, Genf 1955.
- Clairière des Noces. Aujourd’hui, Lausanne 1959.
- La Pierre allumée, suivie de La Chambre du musicien. La Baconnière, Neuenburg 1962.
- Bouquet de poèmes. Éditions Jeune Poésie, Genf 1965.
- Œuvres. Vorwort von Yves Velan. Éditions de l’Aire, Vevey 1968.
- Bewegtes Leuchten / Lueur mobile. Gedichte französisch und deutsch. Übersetzung von Christoph Ferber. Nachwort von Barbara Traber. Limmatverlag, Zürich 2014, ISBN 978-3-85791-755-4.